# Bồng Sơn
Bồng Sơn là một phường thuộc tỉnh Gia Lai, Việt Nam.

## Địa lý

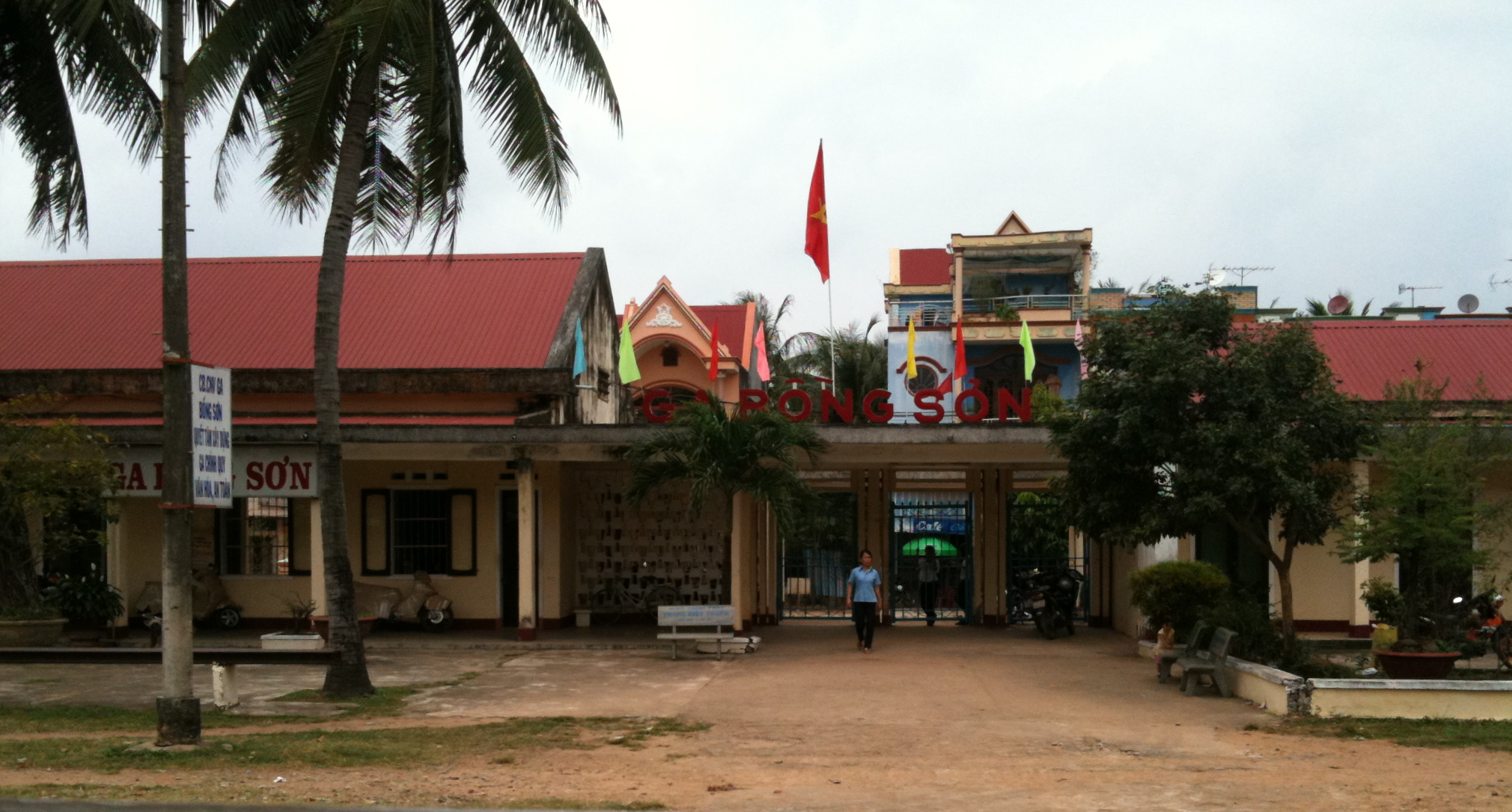
Ga Bồng Sơn thuộc tuyến đường sắt Bắc Nam trên địa bàn phường

Phường Bồng Sơn nằm ở phía tây nam thị xã Hoài Nhơn cũ, có vị trí địa lý:
- Phía bắc giáp phường Hoài Nhơn Nam
- Phía nam giáp xã Phù Mỹ Bắc
- Phía tây nam giáp xã Hoài Ân.
- Phía đông giáp phường Hoài Nhơn Đông.

Phường Bồng Sơn có diện tích 81,11 km², dân số năm 2025 là 41.435 người, mật độ dân số đạt 510,8 người/km².
Địa bàn phường nằm gần sông Lại Giang, cách phường Quy Nhơn 85 km về phía bắc. Quốc lộ 1 đi qua trung tâm phường.

## Hành chính
Phường Bồng Sơn được chia thành 21 khu phố: 1, 2, 3, 4, 5, 6, Liêm Bình, Phụ Đức, Bình Chương, Bình Chương Nam, Diễn Khánh, Định Bình, Định Bình Nam, Lại Đức, Lại Khánh, Lại Khánh Nam, Lại Khánh Tây, Văn Cang, Thiết Đính Bắc, Thiết Đính Nam, Trung Lương.

## Lịch sử
Bồng Sơn xưa thuộc về vương quốc Chiêm Thành. Năm 1470 vua Lê Thánh Tông xuất quân đánh Chiêm Thành, chiếm được thì đặt thành huyện Bồng Sơn. Tên gọi Bồng Sơn vì đó đã có từ hơn 500 năm nay.
Năm 1826, nhà Nguyễn đặt tri phủ phủ Quy Nhơn lãnh coi 3 huyện Bồng Sơn, Tuy Viễn, Phù Ly. Năm 1832 thì chia huyện Phù Ly thành hai huyện Phù Cát và Phù Mỹ đều thuộc phủ Hoài Nhơn như năm trước, coi cả huyện Bồng Sơn. Năm 1890, đặt châu Hoài Ân ở thượng du huyện Bồng Sơn.
Sau năm 1975, Bồng Sơn là một xã thuộc huyện Hoài Nhơn và là huyện lỵ huyện Hoài Nhơn.
Ngày 19 tháng 2 năm 1986, chia xã Bồng Sơn thành thị trấn Bồng Sơn và xã Hoài Tiến.
Ngày 3 tháng 6 năm 1993, xã Hoài Tiến đổi tên thành xã Bồng Sơn Tây.
Ngày 11 tháng 7 năm 1994, sáp nhập xã Bồng Sơn Tây vào thị trấn Bồng Sơn.
Ngày 30 tháng 12 năm 2010, Bộ Xây dựng ban hành Quyết định số 1174/QĐ-BXD công nhận thị trấn Bồng Sơn mở rộng là đô thị loại IV.
Ngày 22 tháng 4 năm 2020, Ủy ban Thường vụ Quốc hội ban hành Nghị quyết số 932/NQ-UBTVQH14 về việc thành lập thị xã Hoài Nhơn và các phường thuộc thị xã Hoài Nhơn (nghị quyết có hiệu lực từ ngày 1 tháng 6 năm 2020). Theo đó, thành lập phường Bồng Sơn thuộc thị xã Hoài Nhơn trên cơ sở toàn bộ 17,39 km² diện tích tự nhiên và 18.390 người của thị trấn Bồng Sơn.
Ngày 28 tháng 4 năm 2025, Hội đồng Nhân dân tỉnh Bình Định thông qua Nghị quyết về chủ trương sắp xếp đơn vị hành chính cấp xã của tỉnh Bình Định, trong đó sáp nhập các phường thuộc thị xã Hoài Nhơn (nghị quyết có hiệu lực từ ngày 1 tháng 7 năm 2025). Theo đó, sáp nhập toàn bộ 63,72 km2 diện tích tự nhiên, dân số 17.889 người của phường Hoài Đức vào phường Bồng Sơn.